# 오키나와청개구리
오키나와청개구리(학명: Zhangixalus viridis)는 산청개구리과에 속하는 개구리로 일본 오키나와섬을 중심으로 서식하는 고유종이다.

## 분포
일본（이헤야섬、오키나와섬）고유종

## 형태
등부분의 색상은 푸른빛을 띈 황녹색이지만 암녹색에서 갈색에 이르는 등 다양한 색이 있다. 학명의 viridis는「녹색의」라는 의미이다. 눈의 색상은 황색 또는 황녹색
수컷은 4.5~5.6cm정도이며, 암컷은 6.5~7.7cm이다.

## 생태
평지에서부터 산지에 걸쳐있는 삼림지대에 주로 서식하며 초원지대에서도 서식한다.
번식기는 12월에서 다음해 7월이며 논이나 물웅덩이 주변의 풀이나 땅속에 하얀 거품으로 된 알을 산란한다.